# Tully Falls
Tully Falls är ett vattenfall i Australien. Det ligger i delstaten Queensland, omkring 1 300 kilometer nordväst om delstatshuvudstaden Brisbane.
Trakten runt Tully Falls är nära nog obefolkad, med mindre än två invånare per kvadratkilometer.. 
I omgivningarna runt Tully Falls växer i huvudsak städsegrön lövskog. Genomsnittlig årsnederbörd är 1 894 millimeter. Den regnigaste månaden är mars, med i genomsnitt 420 mm nederbörd, och den torraste är oktober, med 28 mm nederbörd.